# Bečaje
Bečaje este o localitate din comuna Cerknica, Slovenia, cu o populație de 31 de locuitori.